# Aléa Torik
Aléa Torik ist die literarische Kunstfigur des deutschen Schriftstellers Claus Heck (* 1966 in Essen). Unter dem Pseudonym Aléa Torik (* 1. Mai 1983 in Sibiu/Hermannstadt), eine fiktive rumäniendeutsche Schriftstellerin, veröffentlicht Heck seine literarischen Texte.

## Die Kunstfigur Aléa Torik
Torik wuchs in einem Dorf der Mărginimea Sibiului auf, ging in Sibiu auf das Samuel-von-Brukenthal-Gymnasium, wo Deutsch offizielle Unterrichtssprache ist. Sie studierte in Bukarest Literaturwissenschaft und Philosophie, unter anderem bei Mircea Cărtărescu. Im Jahr 2006 zog sie nach Berlin, wo sie das Studium beendete. Sie arbeitet an ihrer Promotion bei Joseph Vogl an der Humboldt-Universität zu Berlin zum Thema »Identität, Authentizität und Illusion – Zur Theorie der Fiktionalität«.
Torik changiert zwischen Pseudonym und Heteronym. Heck nennt Torik ein „Semiheterogynonym“. Der Name hat hierbei mehrere Bedeutungsebenen. Unter Aleatorik versteht man Risiko, Zufall oder Willkürlichkeit, ein nicht gerichtetes oder absichtliches Verhalten. Der Begriff wird in der Regel zur Beschreibung eines musikalischen Prinzips gebraucht. Alea ist ein hebräischer Vorname und bedeutet ‚Augen‘. So werden auch die Kerben eines Würfels genannt. Alea ist ferner die Abkürzung von Eulalia, was sich aus der Vorsilbe eu – ‚gut‘ und lalein – ‚Reden‘ zusammensetzt: die Rede- oder Sprachgewandte. Torik erinnert an die Thora, die fünf Bücher Mose, der Pentateuch. Der Übergang vom Vor- zum Nachnamen zeigt einen Übergang zweier Kulturstufen an, von der Mündlichkeit zur Schriftlichkeit. Antonymisch steht der Erzählenden, die in der Zeit erzählt und die so für die Vergänglichkeit steht, die Göttin der ewigen und unwandelbaren Wahrheit gegenüber: Aletheia.
Nach Hecks eigenen Angaben anfänglich als Flucht aus der Erfolglosigkeit – viele hundert vergebliche Bewerbungen bei Verlagen und Literaturförderern – hat sich Heck, an dessen abgeschlossenem Roman über einen Blinden, Das Geräusch des Werdens, kein Verlag Interesse zeigte, ein Weblog eingerichtet, das unter anderem vom Deutschen Literaturarchiv Marbach archiviert wird. Schnell wurde deutlich, dass zum Schreiben eine personale Identität vonnöten war, ein erlebendes und beschreibendes ‚Ich‘. Er teilte den dem Blog seinen Namen verleihenden Begriff Aleatorik in Vor- und Nachnamen und stellte als Aléa Torik literarische, literaturtheoretische und persönliche Beiträge ein. Torik beteiligte sich auch an diversen Blogaktivitäten, vor allem der Diskussion von David Foster Wallaces Roman Unendlicher Spaß. Das Interesse an Toriks Beiträgen war offenbar nur schwer von dem an ihrer Person zu trennen, was sie bereitwillig mit allerlei scheinbar biografischen, tatsächlich aber frei erfundenen Details unterfütterte. So entstand die Idee zum zweiten Roman Aléas Ich.

## Werk
Das Geräusch des Werdens erzählt die Geschichte eines Blinden, der aus dem rumänischen Dorf Mărginime nach Berlin kommt, in seiner zunehmenden Verzweiflung über den Verlust seines Sehens auf Leonie trifft und sich mittels einer Kamera mit seiner Erblindung konfrontiert. Die Lebensgeschichte Marijans zieht sich als roter Faden durch den Roman, aus seiner eigenen Perspektive berichtet, anlässlich einer Ausstellung seiner Fotografien in einer Berliner Galerie. Der weitaus größere Umfang des Textes wird aus der Sicht anderer Personen berichtet, die mehr oder weniger deutlich in Beziehung zu dem Protagonisten stehen. Durch mehrere Generationen hindurch entsteht ein Bild, das jenem, welches sein Blinder sich macht, nicht unähnlich ist, von erheblichen Leerstellen gezeichnet und dennoch von überbordender Phantasie. Wie ein Blinder tastet sich der Leser von Figur zu Figur und muss in jedem Kapitel aufs neue Zeit und Ort der Handlung identifizieren. Durch diese Anlage wird der Leser selbst in die Situation eines Blinden versetzt.
Aléas Ich erzählt die Geschichte einer Rumänin, die für ihre Promotion nach Berlin kommt, ein Blog im Netz führt und nach ihrem ersten, inzwischen auch tatsächlich veröffentlichten Roman an ihrem zweiten arbeitet. In diesem Text, dessen Protagonistin Torik selbst ist, stellen sich nach und nach alle Umstände und Personen, die man, auch durch die Einträge in ihrem Blog, bis dahin als authentisch hatte annehmen müssen, als frei erfunden heraus, als Erzählfäden ebendieses Romans, an dem die Autorin arbeitet. Der Leser kann zu keinem Zeitpunkt seiner Lektüre zwischen der Ebene der Wirklichkeit und der Ebene der Geschichte unterscheiden. Er sieht dem Text, den er als fertigen in Händen zu halten meint, tatsächlich erst beim Entstehen zu. Torik, die sich gleich zu Beginn des Romans in Autorin und Protagonistin aufspaltet, ist hier gleichermaßen erfindendes Subjekt und erfundenes Objekt.
Im Klappentext des Romans wird darauf hingewiesen, dass Aléa Torik nicht nur über Fiktionalität promoviert und mit Aléas Ich einen Roman darüber geschrieben hat, sondern dass sie selbst ebenfalls fiktiv ist.

## Claus Heck
Claus Heck, 1966 geboren, studierte ab 1987 Philosophie und Literaturwissenschaften in Berlin.
Während einer Schreibkrise begann er mit einem Blog unter dem Pseudonym Aléa Torik, unter dem er in der Folge alle seine Texte veröffentlichte.

### Stipendien
- 2012 Literaturstipendium für Berliner Schriftstellerinnen und Schriftsteller der Stiftung Preußische Seehandlung
- 2014 Stipendium der Stiftung Künstlerdorf Schöppingen
- 2016 Arbeitsstipendium des Berliner Senats
- 2018 Aufenthaltsstipendium im Künstlerhaus Edenkoben der Stiftung Rheinland-Pfalz für Kultur

### Veröffentlichungen als Aléa Torik
- „Das Geräusch des Werdens“, Osburg Verlag Berlin 2012, ISBN 978-3-940731-75-3
- „Unendlicher Spaß“. In: Lettre International. 2012. H. 97. S. 130f.
- „Aléas Ich“, Osburg Verlag Hamburg 2013, ISBN 978-3-95510-004-9
- „Aléa Torik im Gespräch mit Katharina Bendixen. Zwischen echt und fiktiv können wir nicht unterscheiden“. In: Poet. 2013. H. 15. S. 169–177.
- „Im Uterus des Schädels. Mircea Cărtărescus Orbitor-Trilogie“. Beitrag auf literaturkritik.de, Nr. 5, Mai 2015. Eine veränderte Version des Essays erschien unter dem Titel "Der unendliche Teppich der Illusion: Mircea Cărtărescus Orbitor-Trilogie" in Die Wiederholung. Zeitschrift für Literaturkritik, Ausgabe 2, Mai 2016.